# Inge Lehmann
Inge Lehmann ForMemRS (n. 13 mai 1888, Copenhaga, Danemarca – d. 21 februarie 1993, Almendras⁠(d)) a fost o geofiziciană si seismologă daneză, ce a descoperit existența nucleului intern al Pământului.